# Allomyces macrogynus
Espèce
Allomyces macrogynus est une espèce de champignons de l'embranchement des Blastocladiomycota.
Les cellules d’Allomyces macrogynus croissent pratiquement sans limite de longueur, et se divisent dans un schéma dichotomique caractéristique. Il en résulte un mycélium parfaitement géométrique, sur des milieux solides. Les hyphes sont séparés par des pseudoseptum qui permettent la libre circulation du contenu intracellulaire le long du filament. Les structures reproductrices, qui sont situées à la fin de l’hyphes, sont isolées par des cloisons complètes.
Allomyces macrogynus est le plus communément trouvé dans les sols humides dans les régions tropicales, mais il a été identifié dans de nombreuses régions du monde. Son cycle de vie peut alterner entre deux étapes, gamétophyte et le sporophyte, ce qui reflète sa capacité de reproduction asexuée ou sexuée. Son cycle de reproduction asexuée s’effectue par la formation des zoospores flagellées qui survivent durant de longues périodes dans l'eau, et qui sont en mesure de se mouvoir très efficacement en milieu liquide.